# Manuel Garza
Manuel Fernando Garza junior (* 8. August 1980 in Bexar County, Texas; † 15. April 2015 in Walker County, Texas) war ein zum Tode verurteilter US-Amerikaner, der 2015 wegen Mordes an einem Polizisten hingerichtet wurde.

## Ereignisse
Am 2. Februar 2001 erschoss Manuel Garza in San Antonio den SWAT-Beamten John Riojas vom San Antonio Police Department. Riojas war Teil eines Ermittlerteams zur Aufklärung von Eigentumsdelikten an einem Apartment-Komplex. Als er die Identität des zufällig angetroffenen Manuel Garza feststellen wollte, entwickelte sich eine Verfolgung zu Fuß. Als Garza eingeholt worden war, kam es zu einem Handgemenge, bei dem er den Beamten entwaffnete und ihn mit dessen eigener Dienstwaffe erschoss.
Er wurde zwei Tage später in der Wohnung seiner Schwester verhaftet und wegen Mordes angeklagt. Garza war mehrfach vorbestraft und gab die Schuld an dem Mord dem Polizisten selbst. Eine Jury verurteilte ihn im Oktober 2002 zum Tode. Das Urteil und die Strafe wurden 2005 vom texanischen Berufungsgericht bestätigt. Alle folgenden Berufungen auf Staats- und Bundesebene wurden abgelehnt.
Noch 2001 wurde von der Legislative in Texas aufgrund dieses Mordes ein neues Gesetz vorgeschlagen, welches die Entwaffnung eines Polizisten zu einem Kapitalverbrechen dritten Grades aufwertet und eine Freiheitsstrafe von bis zu zehn Jahren nach sich zieht. Das Gesetz wurde 2005 vom Repräsentantenhaus und dem Senat angenommen und von Gouverneur Rick Perry unterzeichnet.
Garza wurde im April 2015 in der Huntsville Unit mit der Giftspritze hingerichtet. Garza ist der erste Häftling, den die Behörden in Texas mit einer neuen Lieferung des Betäubungsmittels Pentobarbital getötet haben.